# Calophasia extensa
Calophasia extensa är en fjärilsart som beskrevs av Richardson 1958. Calophasia extensa ingår i släktet Calophasia och familjen nattflyn. Inga underarter finns listade i Catalogue of Life.